# Momoland
MOMOLAND (en hangul, 모모랜드; romanización revisada, Momolaendeu) es un grupo femenino surcoreano formado por MLD
Entertainment en 2016 por medio del reality show Finding Momoland. El grupo está conformado actualmente por seis miembros: Hyebin, Jane, Nayun, JooE, Ahin y Nancy. 
En abril de 2025 se confirmó que las 6 integrantes habían firmado juntas con la agencia Inyeon Entertainment.
El significado del nombre Momo está inspirado en la novela de Michael Ende, Momo porque desean llegar a ser como el héroe de la novela y ofrecer sanidad a las personas heridas, mientras land significa un parque de atracciones lleno de diversión. El grupo debutó con su miniálbum titulado Welcome to Momoland el 10 de noviembre del 2016.

## Historia

### 2016:Finding Momolandy debut oficial
En julio de 2016, se realizó el programa de reality Finding Momoland creado por MLD Entertainment (anteriormente conocido como Duble Kick Entertainment) y emitido por Mnet, en donde un grupo de siete miembros fueron seleccionadas de 10 participantes. Las ganadoras del show fueron Hyebin, Yeonwoo, Jane, Nayun, JooE, Ahin y Nancy. Se decidió que los miembros debutarían.
La Misión Final no pudo reunir a 3.000 espectadores y el debut oficial se retrasó. El 26 de octubre de 2016, el grupo fue nombrado embajador del Plan Corea de la ONG de Desarrollo de Ayuda Internacional. El showcase de debut del grupo se llevó a cabo el 9 de noviembre del mismo año. El 10 de noviembre, se lanzó su EP debut titulado Welcome to Momoland, teniendo su debut a través del programa M! Countdown. El álbum fue posible gracias a la financiación colectiva realizada para cubrir el costo de producción del álbum físico. El 27 de diciembre, el grupo, excepto Yeonwoo, que dejó de trabajar debido a un dolor de espalda, asistió al festival SBS Gayo Daejeon. En octubre de 2016, el grupo fue nombrado embajador de relaciones públicas de la ONG Internacional de Desarrollo de Socorro Plan Corea, ofrecido como voluntarias en la aldea Phuc Luong en Thái Nguyên, Vietnam, del 12 al 16 de diciembre de 2017, para alentar a los estudiantes de Happy Mov a participar en servicio de construcción de jardín de infantes.

### 2017: Incorporación de Daisy y Taeha,Wonderful LoveyFreeze!
El 28 de marzo de 2017, Daisy y Taeha, exparticipantes de Finding Momoland y de Produce 101 respectivamente, se unieron al grupo. En abril de 2017, el grupo lanzó su primer álbum sencillo Wonderful Love, con el sencillo principal del mismo nombre. El 22 de agosto de 2017, el segundo EP del grupo, Freeze! fue lanzado, con el tema principal «Freeze».

### 2018:Great!, «Bboom Bboom» yFun to the World
El 3 de enero de 2018, el grupo lanzó su tercer EP titulado Great!, junto con el sencillo «Bboom Bboom». El mismo mes, el grupo femenino de Rusia Serebro acusó al grupo de plagiar su canción «Mi Mi Mi». El compositor de «Bboom Bboom», Shinsadong Tiger, negó las acusaciones al señalar que «es común escuchar esa línea de bajo en los géneros retro house o electro swing, así como el acorde de cuatro estrofas». El grupo realizó eventos promocionales en Tokio y Osaka del 28 de febrero al 4 de marzo de 2018. Un showcase fue también presentado en el Tower Records en Shibuya. El grupo también firmó con la compañía japonesa King Records y lanzó su álbum en Japón el 13 de junio de 2018, con una versión japonesa de su sencillo «Bboom Bboom».
El 26 de junio de 2018, se lanzó el cuarto EP del grupo, Fun to the World, con el sencillo «Baam». El 9 de agosto de 2018, el grupo se convirtió en el primer grupo femenino y el segundo acto en obtener una certificación Platino en Gaon Music Chart por las reproducciones de «Bboom Bboom».

### 2019:Show Me,Chiri Chiri, Thumbs Up y salida de Yeonwoo y Taeha
El 20 de marzo de 2019, Momoland lanzó su quinto EP titulado Show Me, con el sencillo principal «I'm So Hot». El sencillo fue su primer lanzamiento sin Daisy y Taeha desde Fun to the World. El 4 de septiembre de 2019, el grupo lanzó su primer álbum de estudio japonés, Chiri Chiri, sin las miembros Daisy, Taeha y Yeonwoo. El 4 de octubre de 2019, el grupo y MLD Entertainment firmaron un acuerdo de cogestión con la empresa filipina de medios ABS-CBN Corporation.
En noviembre de 2019, MLD Entertainment anunció la salida de Yeonwoo y Taeha del grupo y declaró que estaban en conversaciones con Daisy sobre su futuro en el grupo. El 30 de diciembre de 2019, se lanzó el segundo álbum sencillo del grupo, Thumbs Up, con el sencillo principal del mismo nombre.

### 2020: Salida de Daisy,Starry Night, expansión internacional y «Ready or Not»
En enero de 2020, Daisy declaró que el programa Finding Momoland había sido manipulado a través de las votaciones y que se contactaron con ella después de que fue eliminada para decirle que no se preocupara y que había un «plan». Agregó que MLD Entertainment le impidió promocionar con el grupo después de que se recuperó de sus problemas de salud, y solo le permitiría rescindir su contrato si pagaba 1.100 millones de wones como penalización. MLD Entertainment negó todas las acusaciones y declaró que emprenderían acciones legales contra Daisy y su madre. El 13 de mayo de 2020, se anunció que Daisy había dejado el grupo, no sin antes demandar a MLD Entertainment.
El 11 de junio de 2020 se lanzó un EP especial no promocionado titulado Starry Night, con un sencillo principal del mismo nombre.
El 29 de junio de 2020, MLD Entertainment anunció que el grupo firmó un contrato con ICM Partners, con planes de ingresar al mercado estadounidense.
El 17 de noviembre de 2020, se lanzó el tercer álbum sencillo, Ready or Not, con el sencillo principal del mismo nombre. El cantante surcoreano PSY participó como escritor de la canción. El 12 de octubre se anunció públicamente que Daisy había ganado la demanda contra MLD Entertainment teniendo así que pagarle 76.26 millones de wons (66.330 dólares). Además el tribunal ordenó que se le pagaran 13 millones de wons adicionales (10 885 dólares).

### 2021: Wrap Me In Plastic
El 5 de febrero del 2021 se lanzó un cover del sencillo de CHROMANCE Wrap Me In Plastic. Nayun no formó parte en la grabación del video musical debido a problemas de salud.

### 2022-2023: Yummy Yummy Love y disolución
El 14 de enero del 2022 se lanzó el sencillo Yummy Yummy Love en colaboración con la cantante dominicana Natti Natasha.
El 27 de enero del 2023 fue anunciado por un comunicado oficial de MLD Entertainment que las 6 miembros restantes decidieron no renovar sus contratos con la agencia. 
El 14 de febrero del 2023 las miembros de Momoland anunciaron la disolución oficial del grupo después de 7 años de actividad.

### 2025-presente: Regreso.
El 10 de abril de 2025, MK Sports informó que las integrantes de Momoland, Hyebin, Jane, Nayun, JooE, Ahin y Nancy, firmaron recientemente contratos exclusivos con Inyeon Entertainment. Según el informe, este contrato exclusivo abarca las actividades del equipo de Momoland, y volverán a reunirse como grupo completo y subirse al escenario.

## Miembros
| Exintegrantes    | Exintegrantes    | Exintegrantes        | Exintegrantes                      | Exintegrantes                 | Exintegrantes                                           | Exintegrantes |
| Nombre artístico | Nombre artístico | Nombre de nacimiento | Fecha de nacimiento                | Lugar de nacimiento           | Posición                                                |               |
| Romanización     | Hangul           | Nombre de nacimiento | Fecha de nacimiento                | Lugar de nacimiento           | Posición                                                |               |
| ---------------- | ---------------- | -------------------- | ---------------------------------- | ----------------------------- | ------------------------------------------------------- | ------------- |
| Hyebin           | 혜빈             | Lee Hye-bin          | 12 de enero de 1996 (29 años)      | Yongin, Corea del Sur         | Líder, vocalista, rapera líder y bailarina principal    |               |
| Yeonwoo          | 연우             | Lee Da-bin           | 1 de agosto de 1996 (28 años)      | Chungju, Corea del Sur        | Vocalista, rapera principal y bailarina                 |               |
| Jane             | 제인             | Sung Ji-yeon         | 20 de diciembre de 1997 (27 años)  | Songpa-gu, Corea del Sur      | Vocalista, rapera y bailarina principal                 |               |
| Taeha            | 태하             | Kim Min-ji           | 3 de junio de 1998 (26 años)       | Jeonju, Corea del Sur         | Vocalista principal y bailarina                         |               |
| Nayun            | 나윤             | Kim Na-yun           | 31 de julio de 1998 (26 años)      | Seúl, Corea del Sur           | Vocalista, rapera y bailarina                           |               |
| Daisy            | 데이지           | Yoo Jeong-ahn        | 22 de enero de 1999 (26 años)      | Seúl, Corea del Sur           | Vocalista, rapera líder y bailarina principal           |               |
| JooE             | 주이             | Lee Joo-won          | 18 de agosto de 1999 (25 años)     | Yangpyeong-gun, Corea del Sur | Vocalista líder, rapera principal y bailarina principal |               |
| Ahin             | 아인             | Lee Ah-in            | 27 de septiembre de 1999 (25 años) | Ulsan, Corea del Sur          | Vocalista principal y bailarina                         |               |
| Nancy            | 낸시             | Nancy Jewel McDonie  | 13 de abril de 2000 (25 años)      | Daegu, Corea del Sur          | Vocalista líder, bailarina y visual                     |               |

## Discografía
| Discografía coreana EP 2016: Welcome to Momoland 2017: Freeze! 2018: Great! 2018: Fun to the World 2019: Show Me Álbumes especiales 2020: Starry Nights Álbumes sencillos 2017: «Wonderful Love» 2019: «Thumbs Up» 2020: «Ready or Not» 2021: «Wrap Me In Plastic» Con CHROMANCE. 2022: «Yummy Yummy Love» Sencillos Digitales 2017: «Wonderful Love (EDM ver.)» Colaboraciones 2019: «Banana Chacha (바나나차차)» Con Pororo el pequeño pingüino. 2019: «Love is Only You (Momola) (사랑은 너 하나)» Con Erik. 2020: «Tiki Taka» 2022: «Yummy Yummy Love» Con Natti Natasha . OSTs 2018: «Hug Me (안아줘)» en Tempted OST Part.1 | Discografía japonesa Álbumes 2019: Chiri Chiri Álbumes Compilatorios 2018: Momoland The Best ～Korean Ver.～ Sencillos 2018: « Bboom Bboom » 2018: «Baam» 2019: «I'm So Hot» |

## Filmografía

### Dramas de Televisión
| Año  | Programa               | Participante                                     | Notas         |
| ---- | ---------------------- | ------------------------------------------------ | ------------- |
| 2014 | The Liar And His Lover | Nancy, Joo E, Ahin, Jane, Hyebin, Nayun, Yeonwoo | Ep. 6, cameo. |

### Programas de variedades
| Año  | Programa            | Participante | Notas                                 |
| ---- | ------------------- | ------------ | ------------------------------------- |
| 2020 | King of Mask Singer | Jane         | Ep. #245, participó como "Bag Noodle" |
| 2018 | King of Mask Singer | Joo E        | Ep. #139, participó como "Helicopter" |